# عيسى قمبر
عيسى قمبر (بالأذرية: İsa Yunis oğlu Qəmbər) (و. 1957 – م) هو سياسي، ودبلوماسي من أذربيجان ولد في باكو.